# Megastigmus quadrisetae
Megastigmus quadrisetae är en stekelart som beskrevs av Girault 1927. Megastigmus quadrisetae ingår i släktet Megastigmus och familjen gallglanssteklar. Inga underarter finns listade i Catalogue of Life.